# Lac Duhamel (Mont-Valin)
Pour les articles homonymes, voir Duhamel et Lac Duhamel.
Le lac Duhamel est un plan d'eau douce traversé par la rivière Manouane, situé sur la rive Nord du fleuve Saint-Laurent, dans le territoire non organisé de Mont-Valin, dans la municipalité régionale de comté (MRC) du Fjord-du-Saguenay, dans la région administrative de la Saguenay-Lac-Saint-Jean, dans la province de Québec, au Canada.
La foresterie constitue la principale activité économique du secteur ; les activités récréotouristiques en second.
La zone du lac Duhamel est desservie indirectement du côté Sud-Est et Sud par la route R0251, ainsi que du côté Ouest par la route forestière R0252,,.
La surface du lac Duhamel est habituellement gelée de la fin novembre au début avril, toutefois la circulation sécuritaire sur la glace se fait généralement de la mi-décembre à la fin mars.

## Géographie
Les principaux bassins versants voisins du lac Duhamel sont :
- côté Nord : lac Manouane, Petite rivière Manouane, rivière Durfort, rivière Duhamel ;
- côté Est : rivière Manouane, lac à Paul, rivière du Castor-Qui-Cale, rivière Brûlée, réservoir Pipmuacan ;
- côté Sud : rivière Brûlée, rivière à Georges, ruisseau Omer, rivière Manouaniche, rivière Manouane, réservoir Pipmuacan ;
- côté Ouest : rivière Péribonka, rivière Houillère, Petite rivière Shipshaw[1].

Le lac Duhamel comporte une longueur de 5,1 km, une largeur maximale de 0,4 km et une altitude de 254 m. Ce plan d’eau ressemblant à un triangle formé par l’élargissement de la rivière est bordé par de hautes falaises. Les montagnes environnantes cumulent à 671 m du côté Est et cumulent à 651 m du côté Ouest.
L’embouchure du lac Duhamel est localisée à :
- 23,3 km au Nord-Est de l’embouchure du lac Péribonka (traversé par la rivière Péribonka) ;
- 27,9 km au Nord-Ouest d’une baie du réservoir Pipmuacan ;
- 45,9 km au Nord de l’embouchure de la rivière Manouane (confluence avec la rivière Péribonka) ;
- 152,9 km au Nord-Est de l’embouchure de la rivière Péribonka ;
- km au Nord-Ouest du centre-ville de Saguenay[1].

À partir de l’embouchure du lac Duhamel, le courant suit le cours de la rivière Manouane vers le Sud sur 58,6 km, sur 143,3 km vers le Sud le cours de la rivière Péribonka, traverse le lac Saint-Jean vers l’Est sur 29,3 km, puis emprunte sur 155 km le cours de la rivière Saguenay vers l’Est jusqu'à la hauteur de Tadoussac où il conflue avec le fleuve Saint-Laurent.

## Toponymie
Jadis, ce plan d’eau était désigné « Lac de la Montagne » et « Lac Tête de la Montagne ». Le toponyme « lac Duhamel » a été inscrit le 4 novembre 1948 à la Commission de géographique du Québec.
Le toponyme "Lac Duhamel" a été officialisé le 5 décembre 1968 par la Commission de toponymie du Québec.